# Gornje Grgure
Gornje Grgure (en serbe cyrillique : Горње Гргуре) est un village de Serbie situé dans la municipalité de Blace, district de Toplica. Au recensement de 2011, il comptait 221 habitants.
Gornje Grgure est également connu sous les noms de Gornji Grgure ou, simplement, Grgure.

## Démographie
| 1948 | 1953 | 1961 | 1971 | 1981 | 1991 | 2002 | 2011 |
| ---- | ---- | ---- | ---- | ---- | ---- | ---- | ---- |
| 869  | 884  | 741  | 636  | 516  | 388  | 327  | 221  |

|  |